# За данас толико
За данас толико је српски драмски филм из 2024. године. Филм је премијерно приказан исте године на 52. Фесту, где је освојио Политикину награду Милутин Чолић за најбољи српски филм и најбољу женску улогу. Биоскопска дистрибуција филма је кренула 28. марта 2024. године.

## Радња
Васа долази кући како би комплетирао састав Шаренаца: ту су брат Моца са својом ћерком Мартом, сестра Вишња и пас Кулиша. Одавно се нису окупили па су се ужелели једни других и све своје остале обавезе стављају под други степен приоритета.
Међутим, изненада умире њихова учитељица глуме, Кика, код које су одрастали, од најстаријег Васе до Марте.

## Улоге
| Глумац           | Улога |
| ---------------- | ----- |
| Филип Ђурић      | Моца  |
| Ивана Вуковић    | Вишња |
| Никола Ракочевић | Васа  |
| Горан Богдан     | Душко |
| Миона Пејковић   | Марта |
| Милица Јововић   |       |
| Димитрије Динић  |       |
| Ђорђе Ђоковић    |       |
| Дарија Вулић     |       |